# Конштантин (Вила-Реал)
Конштантин (порт. Constantim) — населённый пункт и район в Португалии, входит в округ Вила-Реал. Является составной частью муниципалитета Вила-Реал. По старому административному делению входил в провинцию Траз-уж-Монтиш и Алту-Дору. Входит в экономико-статистический субрегион Доуру, который входит в Северный регион. Население составляет 971 человек на 2001 год. Занимает площадь 6,46 км².
Покровителем района считается Дева Мария (порт. Santa Maria da Feira).

## История
Район основан в 1096 году.